# Jan Hofer

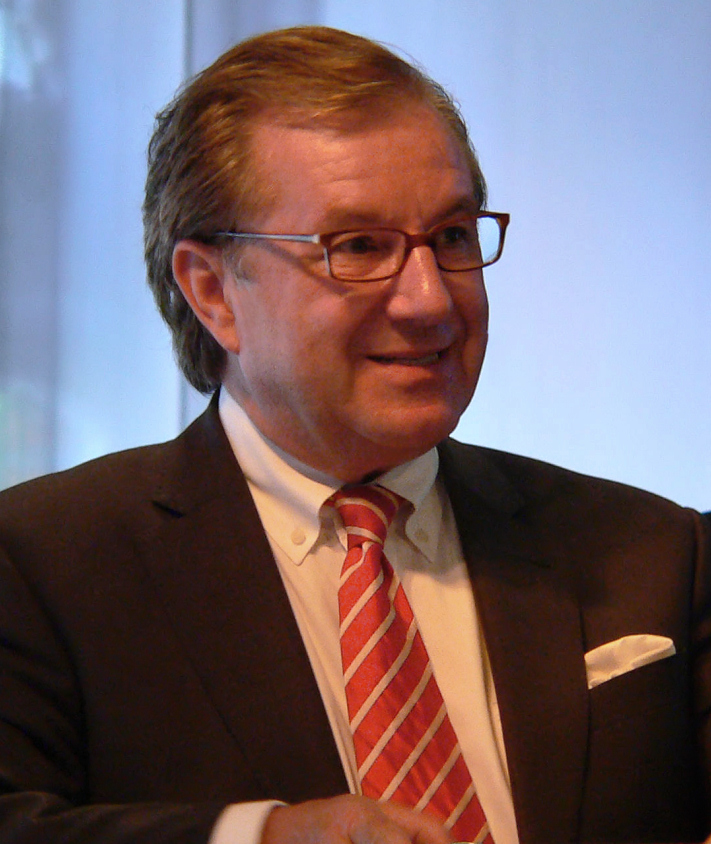
Jan Hofer, 2011

Jan Hofer (* 31. Januar 1950 in Büderich (jetzt Wesel), bürgerlich Johannes Heinrich Neuenhofer, zu abweichenden Angaben siehe Persönliches) ist ein ehemaliger deutscher Nachrichtensprecher und Fernsehmoderator. Er war von 1985 bis 2020 Sprecher der Tagesschau im Ersten Deutschen Fernsehen. Von Oktober 2004 bis Dezember 2020 war er zugleich deren Chefsprecher. Von 2021 bis 2024 moderierte er die Nachrichtensendung RTL Direkt.

## Leben und Karriere
Hofer ist der älteste von vier Söhnen eines Handwerkers. Er wuchs in der Korbmacherstraße in Wesel auf, besuchte zunächst die Volksschule in Büderich und später das Internat des Nordseegymnasiums auf Langeoog. Nach Abitur und Wehrdienst studierte er Betriebswirtschaftslehre in Köln. Bereits während des Studiums arbeitete er zeitweise in der Hörfunkredaktion der Deutschen Welle. 1976 volontierte er bei verschiedenen Rundfunkanstalten. Erste Fernsehsendungen moderierte er ab 1982 im Regionalprogramm des Saarländischen Rundfunks, zu dem er bereits 1974 kam. Im Dezember 1984 wechselte er zur Tagesschau, deren Chefsprecher er von 2004 bis 2020 war. Nach eigenen Angaben entwickelte er eine Software für die Dienstpläne der Tagesschausprecher. Neben seiner Tätigkeit als Nachrichtensprecher moderierte er auch Unterhaltungssendungen. Am 14. Dezember 2020 um 20:00 Uhr sprach er seine letzte Tagesschau. Seine Nachfolge als Chefsprecher der Tagesschau trat Jens Riewa an.
Daneben moderiert er Benefizveranstaltungen, Preisverleihungen und die Wahl der Deutschen Weinkönigin. Er war von 2013 bis 2015 Jurymitglied bei der Spielshow Das ist Spitze! und 2017 für einige Folgen Mitglied des Rateteams von Sag die Wahrheit. Im Dezember 2002 wurde er zum beliebtesten Tagesschau-Sprecher gewählt. In dem Film Neues vom Wixxer spielte er 2007 einen Reporter. Im Jahr 2010 hatte er einen kurzen Auftritt in der Serie Sesamstraße präsentiert: Eine Möhre für zwei in Folge 26 (Pferd ist fernsehkrank). 2012 war er auch in der Serie Sesamstraße präsentiert: Das Geheimnis der Blumenfabrik zu sehen. 
Seit 2016 ist Hofer Schirmherr des Projekts Media & Me der Landesmedienanstalt Saarland, das journalistische Nachwuchsförderung grenzüberschreitend in der Großregion Saar-Lor-Lux betreibt.
Von Februar bis April 2021 nahm Hofer mit seiner Tanzpartnerin Christina Luft an der 14. Staffel der RTL-Tanzshow Let’s Dance teil, in der er den achten Platz erreichte. Vom 16. August 2021 bis 29. August 2024 war Hofer Hauptmoderator des Nachrichtenjournals RTL Direkt. Seit Oktober 2024 wirbt Hofer für das Modeunternehmen Trigema.

## Persönliches
Zu Beginn seines Studiums wurde Hofer Vater einer Tochter (* 1971). Aus seiner späteren Ehe mit deren Mutter, der Schlagersängerin Anne-Karin, stammen außerdem zwei Söhne (* 1984, * 1989). Nach 15 Jahren Ehe folgte 1996 die Trennung. Von 1999 bis 2014 führte er eine Beziehung mit der Schlagersängerin Conny Modauer, die seine Managerin wurde. Im Oktober 2018 heiratete er die Deutsch-Vietnamesin Phong Lan Truong, damals Assistentin der Geschäftsführung in einem Hamburger Verlag, für die es gleichfalls die zweite Ehe ist. Das Paar kam 2014 zusammen, hat einen Sohn (* 2015) und lebte in Hamburg-Lokstedt; seit 2021 hatte es einen Zweitwohnsitz in Palma und lebt seit 2024 offiziell dort.
Seit November 2005 engagiert sich Hofer als Botschafter des Kinderhospizes Mitteldeutschland für todkranke Kinder, deren Eltern und Angehörige. Des Weiteren ist er Botschafter des Deutschen Roten Kreuzes und EQ-Schirmherr (Ehrenamt und Qualität).
Obwohl mehrere Zeitungen recherchiert haben, dass Hofers Geburtsname eigentlich Johannes Neuenhofer sei, bestreitet Hofer selbst, dass „Jan Hofer“ ein Pseudonym sei. Er habe versucht, den Wikipedia-Eintrag zu seiner Person zu ändern, sei aber damit nicht erfolgreich gewesen. Ebenso macht er mit 1952 oder 1954 abweichende Angaben zu seinem Geburtsjahr, das Medien neben 1950 auch mit 1951 angeben.

## Fernsehen

### Moderationen
- 1985–2020: Tagesschau, Das Erste (Sprecher, 2004–2020 als Chefsprecher)
- 1987–1989: Showbiss – Satiremagazin, hr-fernsehen
- 1989–1991: NDR Talk Show
- 1987–1993: Swing-Raritäten – Jazz-Musikreihe
- 1992–1994: Grand Prix Eurovision de la Chanson (Deutscher Fernsehkommentar)
- 1992–2012: Riverboat – Talkshow, MDR
- 2011–2015: Dalli Dalli bzw. Das ist Spitze! (Jury-Mitglied, mit Kai Pflaume)
- 2017: Sag die Wahrheit, Das Erste
- 2021–2024: RTL Direkt, RTL

### Juror
- 2011–2015: Dalli Dalli und Das ist Spitze!
- 2020: Weinduell, SWR (eine Folge)

### Weitere Auftritte
- 2006: Star-Biathlon mit Jörg Pilawa, Das Erste[35]
- 2021: Let’s Dance, RTL
- 2025: Die Verräter – Vertraue Niemandem!, RTL